# Getu Feleke
Getu Feleke (Aleltu (Oromiya), 28 november 1986) is een Ethiopische marathonloper. Hij liep verschillende wedstrijden in Nederland. Zijn beste prestatie is het winnen van de marathon van Amsterdam. Hij nam eenmaal deel aan de Olympische Spelen, maar won bij die gelegenheid geen medailles.

## Loopbaan
In 2009 werd Feleke vierde tijdens de City-Pier-City Loop in Den Haag, derde tijdens de Dam tot Damloop en achtste bij de marathon van Amsterdam. In 2010 werd hij vierde tijdens de halve marathon van Ras al-Khaimah en vierde tijdens de marathon van Praag.
Op 17 oktober 2010 won hij op 23-jarige leeftijd de marathon van Amsterdam en zette een parcoursrecord van 2 uur, 5 minuten en 44 seconden. Hij verbeterde hiermee het vorige record, dat in handen was van de Keniaan Gilbert Yegon, met 34 seconden. 
In 2012 nam hij deel aan marathon bij de Olympische Spelen in Londen, maar moest de strijd voor de finish staken.

## Persoonlijke records
| Onderdeel      | Prestatie | Datum             | Plaats         |
| -------------- | --------- | ----------------- | -------------- |
| 10 km          | 28.08     | 20 september 2009 | Zaandam        |
| 15 km          | 42.25     | 20 september 2009 | Zaandam        |
| 20 km          | 56.54     | 19 februari 2010  | Ras al-Khaimah |
| halve marathon | 59.56     | 19 februari 2010  | Ras al-Khaimah |
| 25 km          | 1:13.02   | 15 april 2012     | Rotterdam      |
| 30 km          | 1:27.42   | 15 april 2012     | Rotterdam      |
| marathon       | 2:04.50   | 15 april 2012     | Rotterdam      |

## Palmares

### 10 km
- 2010: 4e Stadsloop Appingedam - 28.50

### 15 km
- 2008: 6e Montferland Run - 43.58
- 2009: 5e Montferland Run - 43.53

### 10 Eng. mijl
- 2009:  Dam tot Damloop - 45.29

### halve marathon
- 2009: 4e City-Pier-City Loop - 1:00.36
- 2010: 4e halve marathon van Ras al-Khaimah - 59.56
- 2011: 6e halve marathon van Ras al-Khaimah - 1:01.28
- 2013: 7e halve marathon van Ras al-Khaimah - 1:00.26
- 2015:  halve marathon van Barcelona - 1:00.45

### marathon
- 2009: 7e marathon van Wenen - 2:11.42
- 2009: 8e marathon van Amsterdam - 2:09.32
- 2010: 4e marathon van Praag - 2:08.04
- 2010:  marathon van Amsterdam - 2:05.44
- 2012:  marathon van Rotterdam - 2:04.50
- 2012: DNF OS
- 2013:  marathon van Rotterdam - 2:06.45
- 2014:  marathon van Wenen - 2:05.41
- 2015:  marathon van Fukuoka - 2:08.31
- 2016: 9e Boston Marathon - 2:18.46
- 2017:  marathon van Frankfurt - 2:07.46